# Punta Doris
Punta Doris ist eine Landspitze im Norden der Livingston-Insel im Archipel der Südlichen Shetlandinseln. Auf der Westseite des Kap Shirreff, dem nördlichen Ausläufer der Johannes-Paul-II.-Halbinsel, liegt sie unmittelbar nördlich des Playa Chica.
Chilenische Wissenschaftler benannten sie nach Doris Olivia Eklund, Teilnehmerin der 39. Chilenischen Antarktisexpedition (1984–1985).